# Clos du Bois Rayer
Le clos du Bois Rayer est un manoir, situé à Saint-Avertin (Indre-et-Loire), au lieu-dit le Petit Bois. 
Il s'agit d'une gloriette du XVIIIe siècle, typique de la région de Tours.
Les façades et toitures de la maison d'habitation et du petit logis situé du côté nord, ainsi que certaines parties du terrain sont inscrites au titre des monuments historiques par arrêté du 12 juillet 1965.